# Сошки
Со́шки — село в Україні, у Ленковецькій сільській територіальній громаді Шепетівського району Хмельницької області. Населення становить 182 осіб.

## Географія
Село розташоване на лівому березі річки Скрипівки.

## Історія
У 1906 році село Судилківської волості Ізяславського повіту Волинської губернії. Відстань від повітового міста 32 верст, від волості 12. Дворів 68, мешканців 403.
7 (20) листопада 1917 року, відповідно до Третього Універсалу Української Центральної Ради, увійшло до складу Української Народної Республіки.